# Wacław Król

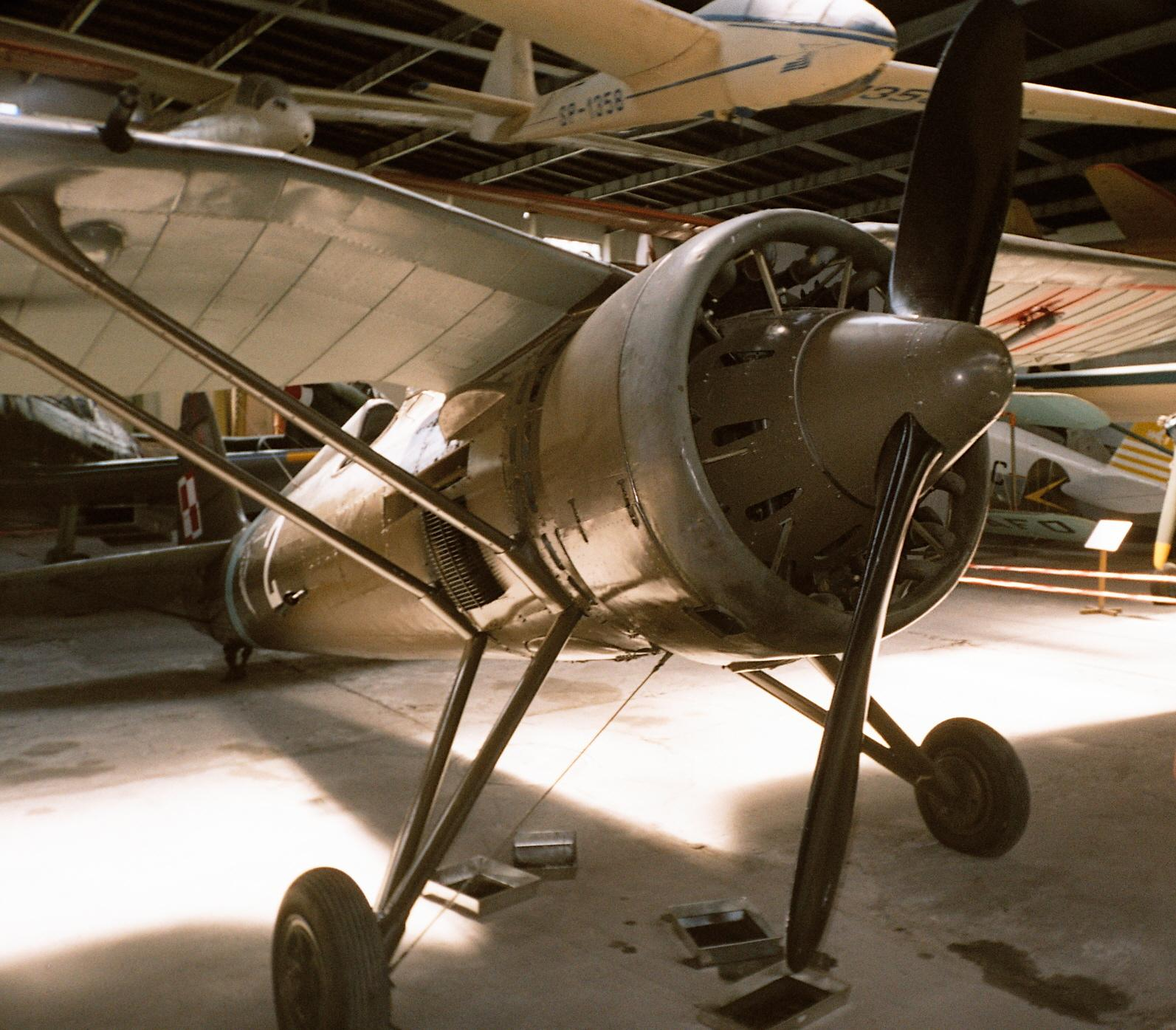
PZL P.11c ze zbiorów Muzeum Lotnictwa Polskiego w Krakowie w barwach 121 Eskadry Myśliwskiej. Prawdopodobnie tym samolotem latał we wrześniu 1939 ppor. Wacław Król

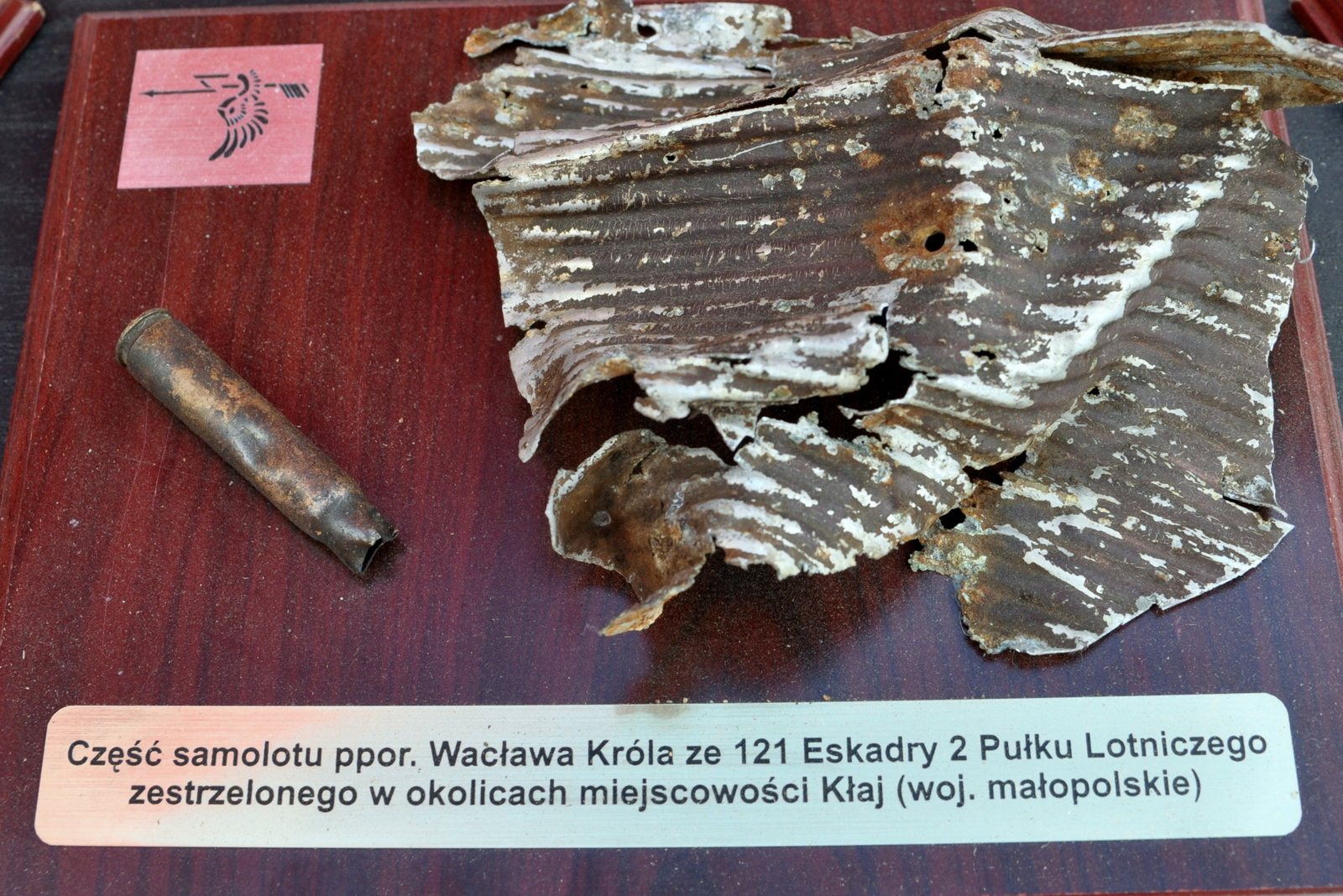
Części samolotu ppor. Wacława Króla

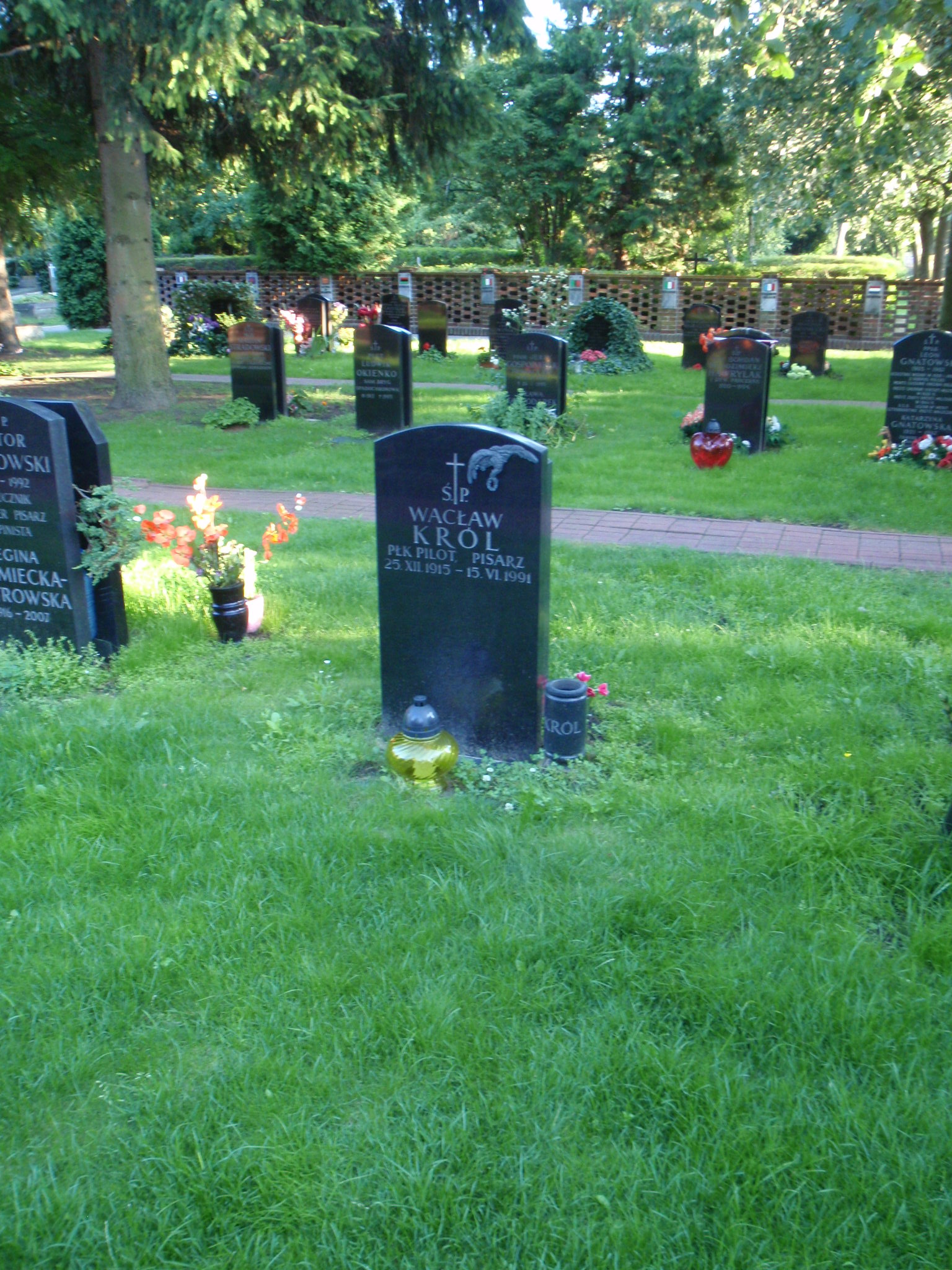
Grób Wacława Króla na Powązkach Wojskowych w Warszawie

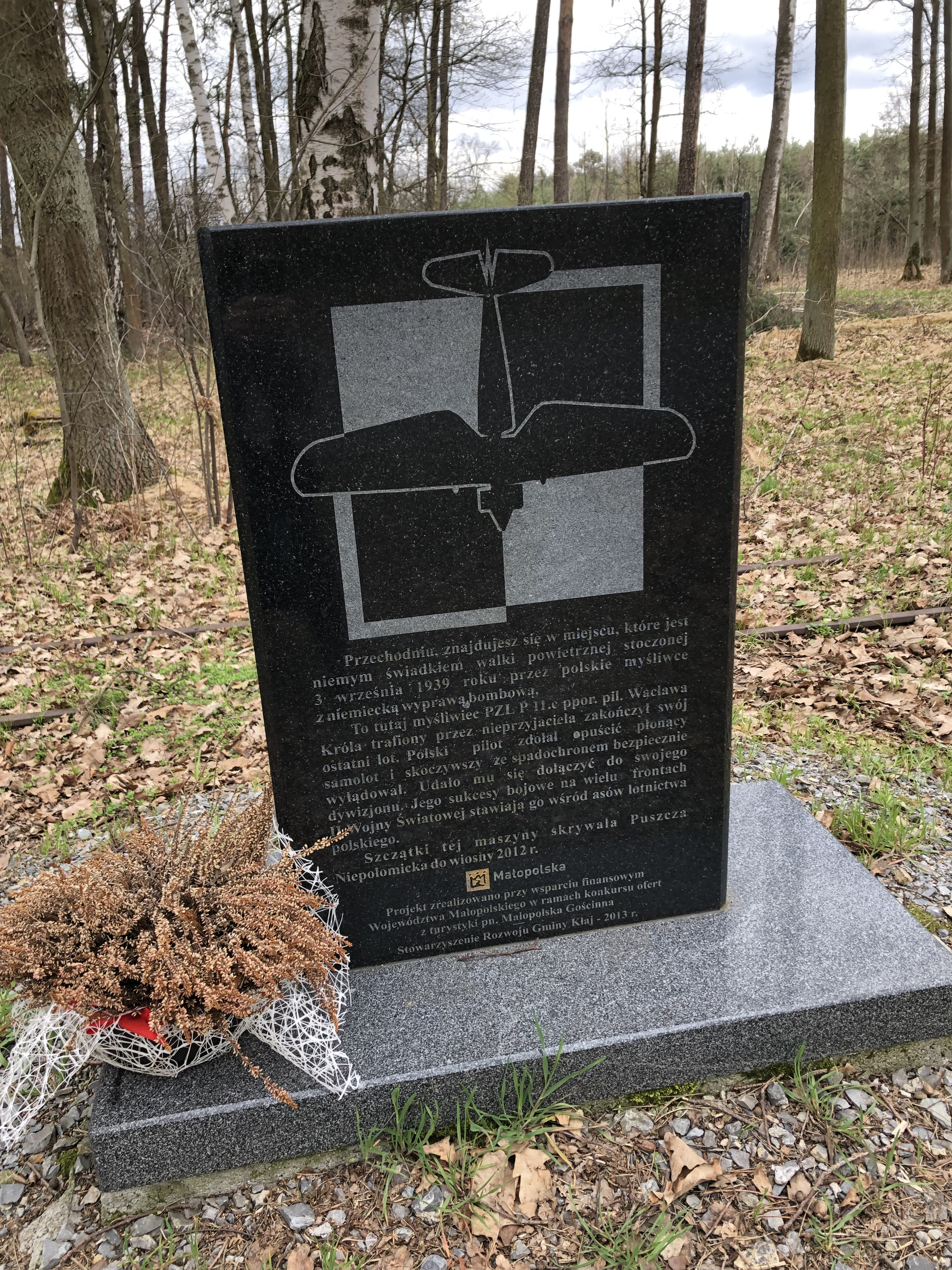
Pomnik w Kłaju, w miejscu zestrzelenia PZL 11C Wacława Króla.

Wacław Szczepan Król (ur. 25 grudnia 1915 we wsi Krakówka koło Sandomierza, zm. 15 czerwca 1991 w Warszawie) – pułkownik pilot Wojska Polskiego, as myśliwski, kawaler Orderu Virtuti Militari, publicysta i historyk lotnictwa.

## Życiorys
Był trzecim dzieckiem Jana i Marianny z domu Kędziora. W latach 1926–1934 uczęszczał do Państwowego Gimnazjum Męskiego w Sandomierzu. Po maturze w 1934 ukończył szkolenie szybowcowe w Wojskowym Obozie Szybowcowym w Ustjanowej i wstąpił do Szkoły Podchorążych Piechoty w Różanie. W 1935 został przyjęty do Szkoły Podchorążych Lotnictwa w Dęblinie. Na stopień podporucznika został mianowany ze starszeństwem z 1 października 1937 i 29. lokatą w korpusie oficerów lotnictwa, grupa liniowa. Został wcielony do 2 pułku lotniczego w Krakowie i przydzielony do 121 eskadry myśliwskiej. W marcu 1939 był zastępcą dowódcy eskadry.
W lipcu dowodził zasadzką w Wieluniu, a w sierpniu 1939 – w Aleksandrowicach. 1 września zestrzelił wspólnie z kpr. Pawłem Kowalą samolot obserwacyjny Henschel Hs 126. 3 września podczas walki z samolotem bombowym Heinkel He 111 został zestrzelony i wyskoczył ze spadochronem we wsi Kłaj. 5 września wraz z kpr. Piotrem Zaniewskim zestrzelił Heinkel He 111. Zestrzelenie He 111 zostało potwierdzone dopiero po wojnie na podstawie dokumentów Luftwaffe.
17 września dotarł z dywizjonem do Rumunii. Został tam internowany i osadzony w obozie w Fokszanach. Po ucieczce z obozu przedostał się do Francji i już w grudniu 1939 odbył szkolenie myśliwskie w Szkole Lotniczej w Montpellier. Uzyskał przydział do nowo formowanego polskiego II dywizjonu Krakowsko-Poznańskiego (myśliwskiego). W momencie rozpoczęcia ofensywy niemieckiej, odbywał staż we francuskim II/7 dywizjonie myśliwskim (Groupe de Chasse II/7) stacjonującym w Luxeuil-les-Bains i ostatecznie w jego składzie walczył w kampanii francuskiej (Klucz Frontowy Nr 6 „Go”). W trakcie walk zestrzelił na pewno 2 niemieckie samoloty (Heinkel He 111 i Dornier Do 17) i prawdopodobnie jeden (Dornier Do 17).
Po upadku Francji został ewakuowany, przez Afrykę, do Anglii. W dniu 20 sierpnia 1940 dołączył do 302 dywizjonu myśliwskiego „Poznańskiego”, w którego składzie wziął udział w bitwie o Anglię. 15 października 1940 nad Londynem strącił jednego Bf 109, 3 marca 1941 wspólnie z ppor. Marcelim Neyderem oraz z ppor. Bronisławem Bernasiem uszkodził Ju 88. 8 maja 1941 roku zestrzelił nad Anglią Bf 109F. 22 listopada 1941 odszedł na odpoczynek – podjął pracę instruktora w 58 OTU w Grangemouth.
Do latania operacyjnego powrócił w czerwcu 1942, kiedy został dowódcą eskadry w 316 dywizjonie myśliwskim „Warszawskim”. W tym okresie zestrzelił 2 niemieckie samoloty (Messerschmitt Bf 109 oraz Focke-Wulf Fw 190). 1 grudnia 1942 objął funkcję kontrolera lotów w 315 dywizjonie „Dęblińskim”.
W 1943 ochotniczo walczył w Libii i Tunezji w tzw. „Cyrku Skalskiego”. W trakcie walk zestrzelił na pewno trzy samoloty (2 niemieckie Messerschmitt Bf 109 oraz włoski Macchi MC.202).
Po powrocie z Afryki, w październiku 1943 roku został mianowany dowódcą 302 dywizjonu myśliwskiego. Od 1 października 1944 był dowódcą 61 OTU w Rednal. 10 marca 1945 objął dowództwo 3 Polskiego Skrzydła, a w lipcu 1945 – 131 Polskiego Skrzydła. 25 kwietnia 1945 r. poprowadził dwa dywizjony skrzydła (303 i 316) na eskortę Lancasterów atakujących rezydencję Adolfa Hitlera w Berchtesgaden w Alpach.
Wacław Król wykonał 286 lotów bojowych, zestrzelił na pewno 9 (niektóre opracowania podają 8 1/2) i prawdopodobnie 3 nieprzyjacielskie samoloty oraz uszkodził 4. Daje mu to 12 miejsce na liście polskich asów myśliwskich (zajmuje 15. pozycję na Liście Bajana z 8 i 1/2 zwycięstwami pewnymi, 1 prawdopodobnym i 1/3 uszkodzonym).
8 grudnia 1945 w Bethen w Niemczech (na terenie brytyjskiej strefy okupacyjnej) poślubił Leokadię Pomorską, swoją sympatię z lat gimnazjalnych. 26 października 1947 powrócił do kraju i zamieszkał w Jędrzejowie (w rodzinnym mieście żony), gdzie pracował jako sprzedawca. Rok później przeniósł się do Warszawy, podjął pracę w PLL „Lot” jako dyżurny ruchu. W 1949 roku został zwolniony z pracy z powodów politycznych. Kupił ciężarówkę i założył małą firmę przewozową.
W listopadzie 1949 urodził mu się pierwszy syn. Żona po porodzie zmarła w styczniu 1950. Opiekę nad maleńkim dzieckiem przejęła siostra, którą sprowadził z Sandomierza. Niedługo ożenił się ponownie, z Janiną Filaber.
W 1951 został magazynierem w Chemicznej Spółdzielni Pracy, jednak po roku został usunięty z pracy. Zatrudniono go wtedy w związanych z PAX-em zakładach Veritas, gdzie był również magazynierem. Po odwilży politycznej w Polsce, 19 stycznia 1957 został powołany do LWP, do Dowództwa Lotnictwa Operacyjnego. W 1957 roku przeszkolił się na odrzutowcach w Oficerskiej Szkole Lotniczej nr 5 w Radomiu. W lipcu 1958 został awansowany do stopnia podpułkownika, 28 września 1965 roku został mianowany pułkownikiem. W ludowym wojsku nie pełnił eksponowanych funkcji.
13 października 1971 odszedł ze służby na emeryturę w stopniu pułkownika i zajął się pisarstwem. Był członkiem Związku Literatów Polskich, a od 1985 członkiem Rady Naczelnej ZBoWiD. Zmarł 15 czerwca 1991 w Warszawie. Pochowany 22 czerwca z honorami wojskowymi na Cmentarzu Wojskowym na Powązkach, w kwaterze Polskich Sił Zbrojnych (kwatera C 30 rz. X m. 32).

## Twórczość
Autor wielu książek o tematyce historyczno-lotniczej, m.in.:
- Mój Spitfire WX-L (1968),
- Lotnicy spod znaku poznańskiego kruka (1971),
- Krakowskie skrzydła (1974, Biblioteka Żółtego Tygrysa nr 4/74),
- Pod niebem Tunezji (1975),
- Poznańskie skrzydła (1975, Biblioteka Żółtego Tygrysa, nr 7/75),
- Polskie dywizjony lotnicze w Wielkiej Brytanii 1940-1945 (1976),
- 302 na start (1976, Biblioteka Żółtego Tygrysa, nr 4/76),
- 131 w ataku (1977, Biblioteka Żółtego Tygrysa, nr 4/77),
- Walczyłem pod niebem Francji (1978),
- U-booty poszły na dno (1978, Biblioteka Żółtego Tygrysa, nr 11/78),
- Za sterami odrzutowca (1978),
- Oczy nad frontem (1979, Biblioteka Żółtego Tygrysa, nr 5/79),
- Myśliwcy (1980),
- Front bez myśliwców (1980, Biblioteka Żółtego Tygrysa, nr 4/80),
- Trzydzieści sekund nad celem (1980, Biblioteka Żółtego Tygrysa, nr 19/80),
- Mustangi nad kontynentem (1982, Biblioteka Żółtego Tygrysa, nr 12/82),
- Walczyłem pod niebem Londynu (Ludowa Spółdzielnia Wydawnicza 1982),
- Polskie skrzydła w inwazji na Francję (1983),
- Dębliniacy z kodem PK (1984, Biblioteka Żółtego Tygrysa, nr 10/84),
- Zgłaszam zestrzelenie Me 262 (1985, Biblioteka Żółtego Tygrysa nr 7/85),
- Polskie skrzydła nad Francją (1986),
- 306 na start (1986, Biblioteka Żółtego Tygrysa, nr 9/86)
- Kosynierzy z trzysta trzeciego (1987, Biblioteka Żółtego Tygrysa, nr 13/87),
- Pod niebem Francji (1988, Biblioteka Żółtego Tygrysa, nr 10/88),
- W Dywizjonie "Kubusiów" (1990, Biblioteka Żółtego Tygrysa),
- Wielka Brytania 1940 (1990), seria Historyczne Bitwy
- Walczyłem pod niebem Europy i Afryki (1991),
- Podniebni rycerze,
- Polacy w bitwie o Atlantyk,
- W Dywizjonie Poznańskim.

## Ordery i odznaczenia
- Krzyż Srebrny Orderu Wojennego Virtuti Militari nr 9543,
- Krzyż Kawalerski Orderu Odrodzenia Polski,
- Krzyż Walecznych - czterokrotnie,
- Medal Lotniczy[7]
- Krzyż Czynu Bojowego Polskich Sił Zbrojnych na Zachodzie (1989)[8],
- francuski Croix de Guerre 1939-1945,
- brytyjski Distinguished Flying Cross,
- Złota odznaka „Za pracę społeczną dla miasta Krakowa” (1968)[9]
- Wpis do "Honorowej Księgi Czynów Żołnierskich" (1985).

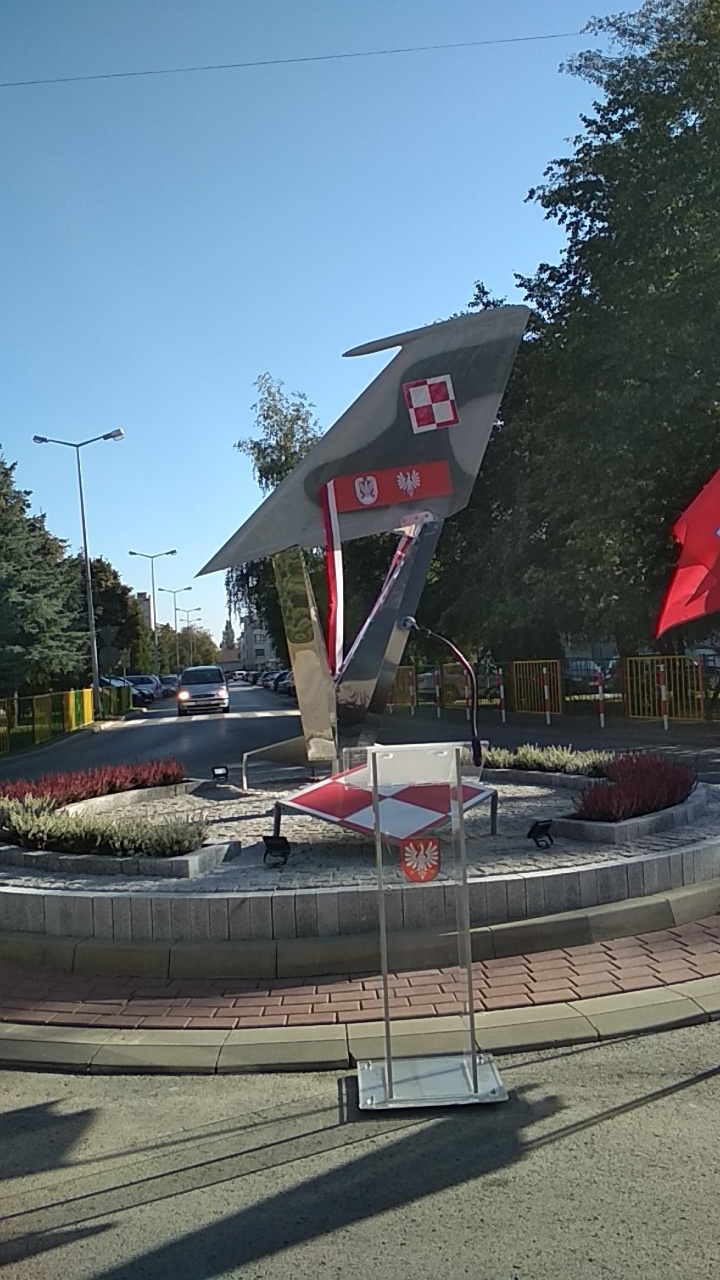
Rondo im. płk. Wacława Króla w Sandomierzu